# Локид Хадсон
Локид Хадсон (енгл. Lockheed Hudson A-28 / A-29 / AT-18) је био амерички лаки бомбардер, патролни, транспортни и тренажни авион из периода Другог свјетског рата. Производила га је фабрика Локид (Lockheed) од 1939. 

## Развој
Године 1938. британска мисија за куповину авиона је установљена у САД да тражи и наручује авионе који могу да служе у Краљевском ратном ваздухопловству. Једна од хитних потреба је била за патролни бомбардер и тренажни авион великог долета. Локид је на брзину направио Модел 14 да изађе у сусрет захтјеву. Добили су највећу наруџбу у историји компаније - за 200 авиона која је касније повећавана неколико пута.
Први лет прототипа је изведен 10. децембра 1938. године, а авион је ушао у серијску производњу 1939.
Произведено је укупно 2,584 авиона. Из Хадсона су даље развијени Локид Вега и Локид Вентура бомбардер и патролни авион и ПВ-2 Харпун.

## У борби
Авион је кориштен у ратним вазухопловствима сљедећих земаља: Аустралија, Канада, Бразил, Кина, Холандија, Нови Зеланд, Велика Британија, САД.
Већ 8. октобра 1940. РАФ Хадсон обара први њемачки авион изнад Јиланда. У фебруару 1940. Хадсони откривају њемачки брод Алмарк са заробљеницима у Норвешкој и наводе снаге за спашавање. Изнад Денкерка 1940., кориштени су и као ловци у збрци евакуације БЕФ-а (British Expeditionary Force). У августу 1941 Хадсон присиљава подморницу У-570 на предају, а од 1942. искрцавају агенте и оружје у окупирану Француску.
Хадсони каснијих верзија за патролирање морем носе радар, ракетна зрна и чамце за надувавање.

## Карактеристике
Врста авиона: 
- Први лет прототипа: 1938.
- Произвођач: Локид (Lockheed)

Димензије
- Аеропрофил крила:

Масе
Погонска група (I, II)
- Мотори: два, Рајт Сајклон (Wright Cyclone), 820 kW, 1,100 КС сваки
- Однос снага/тежина:

## Летне особине
- Највећа брзина: (I) 397 km/h, 420
- Радијус дејства: (I) 3150 km, 3475
- Највећи долет:
- Оперативни врхунац лета: 7,470
- Брзина пењања: 6.2

## Наоружање
- Стрељачко: типично, РАФ - 7 митраљеза 0.303 ин (7.7 mm) Браунинг, 2 фиксна у носу, два у леђној куполи, по један на прозорима страна трупа и испод трупа.
- Бомбе: до 341 kg бомби и мина у трупу